# 4169 Цельсій
4169 Цельсій (4169 Celsius) — астероїд головного поясу, відкритий 16 березня 1980 року.
Тіссеранів параметр щодо Юпітера — 3,100.